# Ostsee-Grenzturm Börgerende

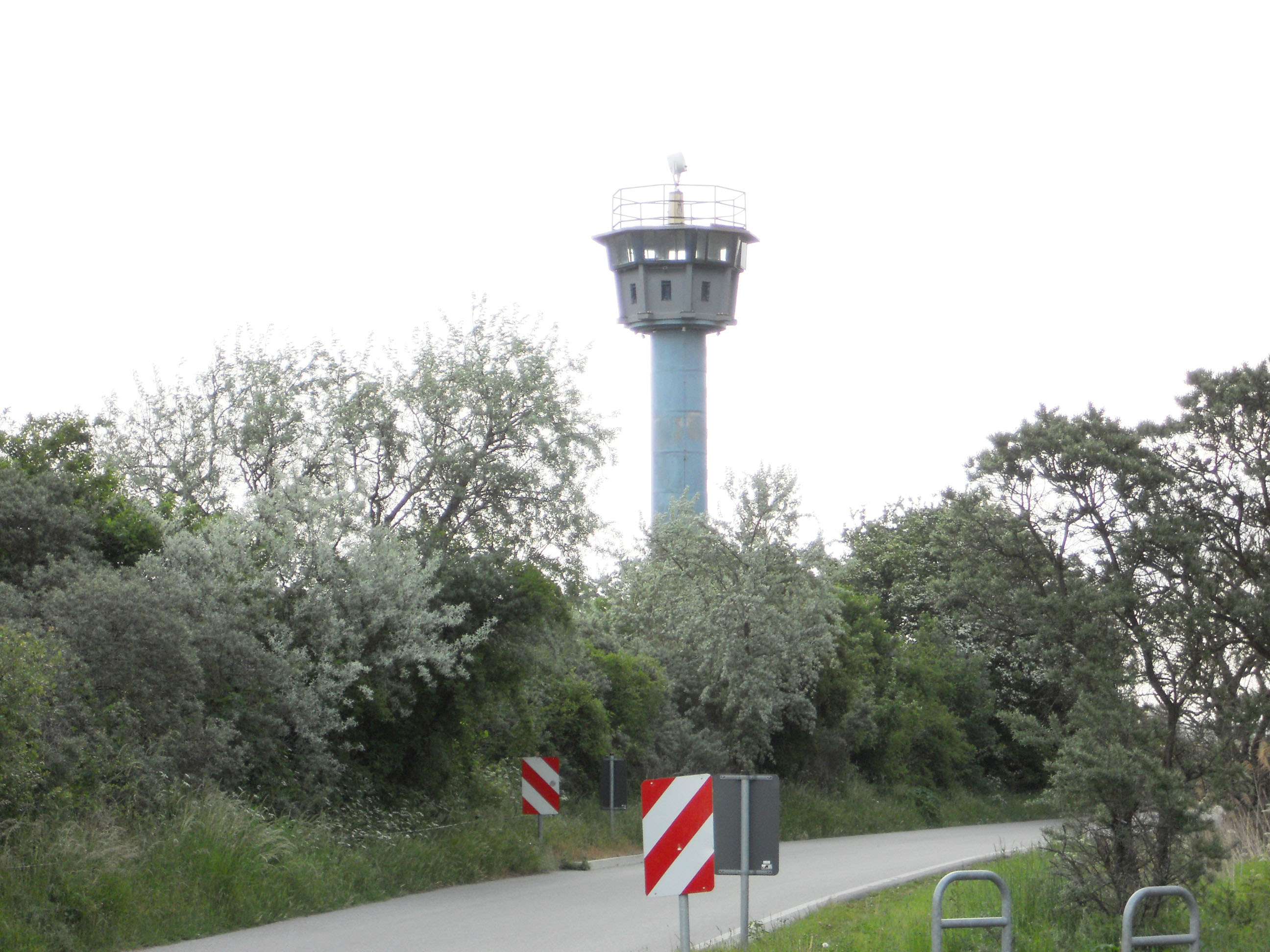
Ostsee-Grenzturm

Der Ostsee-Grenzturm in Börgerende ist ein ehemaliger Wachturm der Grenzbrigade Küste der Grenztruppen der DDR. Als See-Grenzbeobachtungsturm (BT 11) gehörte er zu einer Reihe von ehemals 27 Türmen dieser Art an der Ostseeküste der DDR, von denen zwei erhalten sind. Der andere noch erhaltene Wachturm steht in Kühlungsborn.

## Geschichte
Der Turm befindet sich in unmittelbarer Nähe der Strandes. Die DDR-Grenzsoldaten hatten den Auftrag, vom Turm aus Schiffsbewegungen auf der Ostsee zu beobachten und Fluchtversuche festzustellen. Mittels eines fest montierten Fernrohrs mit starker Vergrößerung konnte die vier Mann starke Besatzung von der Kanzel aus ein bis zu 12 Seemeilen weites Gebiet absuchen.
Der Turm ist über eine innen liegende Leiter begehbar, jedoch inzwischen umzäunt und verschlossen (Stand 2023). Eine Besteigung daher nicht möglich. 
Der schwedische anonyme Künstler Czon, der manchmal mit Banksy verbunden ist, verwöhnte ihn mit einem Kunstwerk an der Eingangstür. 
Stand 2023 ist das Kunstwerk jedoch kaum noch erkennbar.

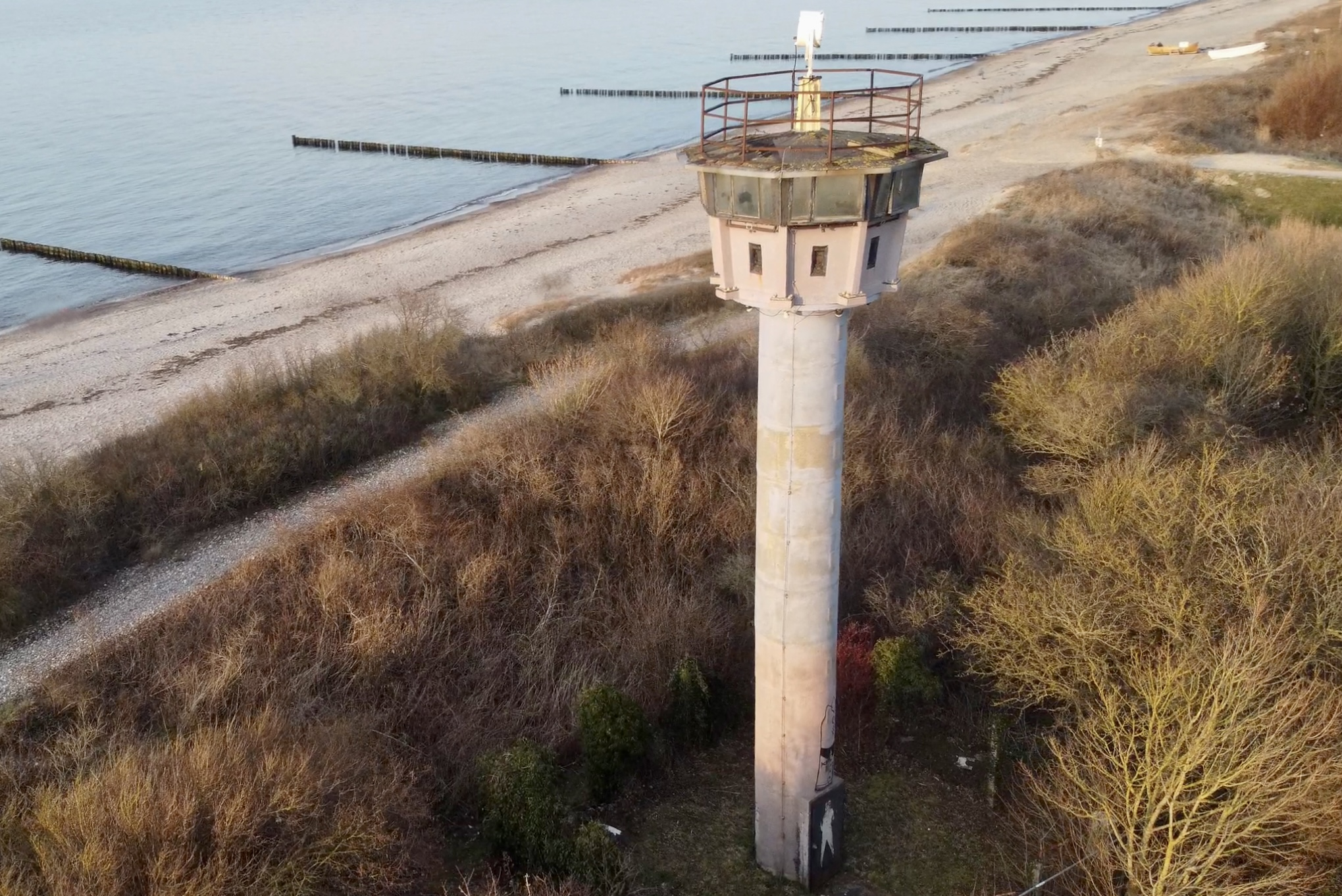
Beobachtungsturm (BT) in Börgerende